# Janez Ramoveš
Janez Ramoveš, slovenski pesnik; * 21. september 1965, Suša pod Blegošem v Poljanski dolini. 

## Življenjepis
Živi in ustvarja v Suši v Poljanski dolini. V letih 1987-89 je bil soustvarjalec in član družbenokritične skupine (od 1988 Teroristične organizacije) Ne bom oprala teh krvavih madežev (z Metodom in Branetom Frlicem). Poezijo, v kateri na zelo avtentičen način odslikava Poljansko dolino in njene ljudi, piše večinoma v poljanskem narečju.
Njegove pesmi, opremljene z napevi in glasbo žene Uršule, so izšle tudi v elektronski obliki (Sugar free baby, 2000; Staroselski cirkus, 2006).
V knjigi Moja velika debela mama je uredil antologijo poljanske naivne poezije.
Leta 2003 mu je Združenje umetnikov Škofja Loka podeli Groharjevo štipendijo. Je član vokalno inštumentalne zasedbe Uršula Ramoveš in fantje iz Jazbecove grape, ki je bila ustanovljena leta 2005. Člani te zasedbe so: Uršula Ramoveš, avtorica glasbe, pevka; Janez Ramoveš, avtor poezije Joži Šalej, pianist, avtor priredb; Metod Banko, pevec; Marjan Stanić, tolkalist in Robi Jukić, basist.

## Pesniške zbirke
- Božjastnice, Kranj 1990
- Striptiz. Namesto Kim Basinger, Suša Kranj 1995
- Poročilo iz geta, Šenčur 2001
- Moja velika debela mama, Poljane nad Škofjo Loko 2001
- Staroselski ciklus, Ljubljana 2006 (+ CD)
- Čreda, Ljubljana 2010
- Skuz okn strejlam kurente, Ljubljana 2012
- Na pasja ravan, Ljubljana 2020
- Skupinska slika, Ljubljana 2021